# Причерноморско-Крымская нефтегазоносная область
Причерномо́рско-Кры́мская нефтегазоно́сная о́бласть (укр. Причорноморсько-Кримська нафтогазоносна область) — нефтегазоносная область, расположенная на территории Крыма, Запорожской области Украины, а также в акватории Чёрного моря. Включает 23 месторождения (2 нефтяных, 9 газоконденсатных, 12 газовых). Большинство месторождений расположены в Равнинном Крыму (преимущественно Черноморский район) и в западной части акватории Чёрного моря. Плановые разведывательные работы на территории нефтегазоносной области были начаты в 1929 году, а основные месторождения были открыты в послевоенные годы.
23 ноября 2022 года, (предположительно данная область) была атакована 5 беспилотниками, об этом сообщил Игорь Конашенков, на брифинге: "Российские средства противовоздушной обороны (ПВО) за сутки сбили пять беспилотных летательных аппаратов (БПЛА) в районе газоконденсатных месторождений в Черном море и в районе Севастополя". [Российские ПВО за сутки сбили пять БПЛА в Крыму] ПВО РФ сбили пять беспилотников в районе газоконденсатных месторождений в Чёрном море МО РФ сообщило о пяти сбитых украинских БПЛА в Черном море и в районе Севастополя

## Месторождения
На шельфе Черного моря.
- Архангельское газовое месторождение. Эксплуатируется.
- Безымянное газовое месторождение. Эксплуатируется с 2012 года.
- Голицинское газоконденсатное месторождение. Эксплуатируется.
- Одесское газовое месторождение. Эксплуатируется с 2012 года.
- Субботинское нефтяное месторождение
- Шмидтовское газовое месторождение
- Штормовое газоконденсатное месторождение
- Южно-Голицинское газовое месторождение

На территории Крыма.
- Глебовское газоконденсатное месторождение. Исчерпано в 1980-х годах и переделано в подземное хранилище газа.
- Джанкойское газовое месторождение.
- Задорненское газовое месторождение. Исчерпано.
- Западно-Октябрьское газоконденсатное месторождение. Исчерпано.
- Карлавское газоконденсатное месторождение
- Кировское газовое месторождение
- Краснополянское газоконденсатное месторождение
- Крымское газовое месторождение
- Октябрьское нефтяное месторождение
- Оленевское газоконденсатное месторождение
- Серебрянское нефтяное месторождение
- Тетяновское газоконденсатное месторождение
- Черноморское газоконденсатное месторождение
- Ярылгачское газовое месторождение

В Запорожской области.
- Приазовское газовое месторождение